# Ду (приток Гласса)
Ду (мэн. Dhoo) — река на острове Мэн, берёт начало в Мэроун и течёт на восток к Дугласу, через центральную долину. Ду протекает через Кросби и Юнион-Милс, прежде чем слиться с рекой Гласс в предместье Дугласа, который и называется в честь неё. Приблизительная длина — 10,5 км.
Современный исследования показывают, что название происходит от кельтского слова duboglassio, которое означает «тёмное течение».